# Viju Explore
viju Explore — документально-развлекательный телеканал о захватывающих приключениях и путешествиях, экстремальных видах спорта, необычных профессиях и неординарных людях.
Телеканал вещает в сетях подавляющего большинства кабельных операторов в России и странах СНГ. Также прямая трансляция канала доступна в сервисе viju.
Телеканал принадлежит российской компании Viasat.
Канал освещает широкий спектр документалистики:
- новинки супер-техники;
- захватывающие путешествия;
- экстремальные увлечения и виды спорта;
- необычные профессии;
- мужские художественные сериалы;
- смелые авторские проекты и многое другое.

На канале представлены знаменитые телеведущие, такие как Джеймс Мэй, Ричард Хаммонд и другие.

## История
Впервые телеканал начал вещание в 2003 году, когда шведский медиахолдинг Modern Times Group запустил Viasat Explorer сразу в нескольких странах Европы. На территории России и стран СНГ распространение канала осуществляла компания Viasat.
29 апреля 2014 года компания Modern Times Group провела ребрендинг нескольких своих каналов, в связи с чем канал Viasat Explorer изменил логотип на Viasat Explore;.
1 июня 2016 года телеканал перешёл на вещание в стандарте высокой чёткости (HD)[2].
С июля 2017 года российская компания Viasat, к тому времени включающая уже 15 популярных телеканалов, распространяемых на территории России и стран СНГ, и онлайн-кинотеатр ViP Viasat Play, становится частью Национальной медиа группы.
С 1 марта 2023 года телеканалы Viasat были объединены под общим брендом Viju и провели ребрендинг всех телеканалов. Телеканал Viasat Explore сменил своё название на Viju Explore. Изменения коснулись России и СНГ.

## За пределами России
Телеканал Viasat Explore CEE вещает в Чехии, Словакии, Румынии, Северной Македонии, Украине, Сербии, Венгрии, Болгарии, Эстонии, Латвии и Литве, а также в Польше под брендом Polsat Viasat Explore HD.